# Otoser Otomotiv Makina
Otoser Otomotiv Makina Sanari Ticaret A.Ş. war ein türkischer Hersteller von Automobilen und Motorrädern.

## Unternehmensgeschichte
Das Unternehmen wurde 1990 in Melikgazi gegründet. 1992 erwarb das Unternehmen Lizenzen von Automobiles Ligier. 1993 begann die Produktion von Kleinstwagen und kleinen Nutzfahrzeugen. Der Markenname lautete Otoser. 2009 endete die Produktion.

## Fahrzeuge
Im Angebot standen drei- und vierrädrige Kleinstwagen und Nutzfahrzeuge nach Lizenz Ligier sowie Motorräder.